# Акуара
Акуара (итал. Aquara) — коммуна в Италии, расположена в области Кампания, подчинена административному центру Салерно.
Покровителем города почитается святой Лусид из Аквары. Праздник города ежегодно празднуется 28 июля.

## История
История Акуары восходит ещё ко временам греческих поселений, и начинается между 150 и 132 гг. до н.э.
В письменных источниках деревня впервые упоминается в XI веке, когда стала принадлежать Гийому де Отвилю. В XVI веке её получил легендарный Этторе Фьерамоска, а затем она перешла герцогу Фабрицио Спинелли, чьи потомки владели ею вплоть до 1884 года.